# NGC 2886
NGC 2886 é um asterismo na direção da constelação de Hydra. O objeto foi descoberto pelo astrônomo John Herschel em 1837, usando um telescópio refletor com abertura de 18,6 polegadas. 